# Edvard, earl av Warwick
Edvard (Plantagenet), earl av Warwick, född 25 februari 1475, död 28 november 1499, var son till George, hertig av Clarence och Isabella Neville. Han kunde göra anspråk på tronen under både Rikard III:s och hans efterföljare Henrik VII:s regeringstid. Han var även yngre bror till Margaret Pole, grevinna av Salisbury.

## Biografi
Edvard föddes 25 februari 1475 i sin mor Isabella Nevilles föräldrahem. Hon var Rikard Neville, earl av Warwicks äldsta dotter. Han blev earl av Warwick 1478, kort efter att fadern avrättats för förräderi. Hans möjliga anspråk på tronen, då kusinen Edvard V förklarats illegitim 1483, förbisågs eftersom faderns brott även hindrade sonen att tillträda tronen (även om detta kunde ha ändrats av parlamentet).
Efter att Rikards son Edvard av Middleham avlidit 1484, utsågs den tioårige Warwick till arvtagare till tronen, möjligen tack vare sin moster drottning Anne Neville, som hade adopterat honom och systern Margareta efter att föräldrarna dött. Så fort Anne hade dött, utsåg dock Rikard den vuxne John de la Pole, earl av Lincoln till sin arvtagare istället för Warwick. Som den amerikanske historikern Paul Murray Kendall skrev (1955), "Warwick . . . verkar ha varit vad vi i vår tid skulle ha kallat ett efterblivet barn."  Den brittiske historikern Jeremy Potter nämnde (1983) några av de samtida bevis som fick historiker att dra slutsatsen: "Warwick . . . kan ha varit enfaldig; senare sades att han inte kunde skilja på en gås och en kyckling." Rikard tros bara ha utsett honom som arvinge som en tillfällig åtgärd för att tillfredsställa sin döende drottning, som överlevde sin egen son med mindre än ett år.
Efter Rikards död 1485 hölls Warwick fånge av Henrik VII, eftersom han ansågs kunna utgöra ett hot - särskilt efter att en bedragare, Lambert Simnel, visat sig 1487. Han förblev i Towern tills ytterligare en bedragare Perkin Warbeck dök upp 1499. En misslyckat rymningsförsök ledde till att de båda avrättades.